# Stazione di Sant'Eurosia
La stazione di Sant'Eurosia è una fermata ferroviaria posta sulla linea Roma-Velletri; serve la località di Sant'Eurosia, frazione del comune di Velletri.

## Storia
La fermata di Sant'Eurosia venne attivata il 1º ottobre 1941.
Il 15 dicembre 1948 venne attivato l'esercizio a trazione elettrica, con linea aerea alla tensione di 3000 V.

## Movimento
La fermata è servita dai treni della linea regionale FL4, che collega Roma con Velletri.

## Servizi
- Sala d'attesa